# Woki mit deim Popo
«Woki Mit Deim Popo» — песня австрийской группы Trackshittaz. Песня была выпущена 5 декабря 2011 года и распространялась как цифровая дистрибуция. Песня заняла второе место в Ö3 Austria Top 40.

## Евровидение 2012
23 сентября 2011 года ORF объявил, что изменений в процессе отбора участника не произойдет. Радиостанция Hitradio Ö3 все так же будет играть очень важную роль в национальном отборе.
30 ноября 2011 года ORF объявил 9 исполнителей, которые будут участвовать в национальном финале конкурса Österreich rockt den Song Contest, который состоится 24 февраля 2012 года. Десятый финалист был выбран благодаря открытому песенному конкурсу. Любой заинтересованный исполнитель мог подать свою заявку до конца декабря. В итоге было предоставлено более 100 композиций. 9 января 2012 года ORF объявил десятого финалиста конкурса Österreich rockt den Song Contest. Им стала группа Mary Broadcast Band. Все песни финала конкурса будут транслироваться на радио Hitradio Ö3.
Ведущими финала стали Мирьям Вайшельбраун, Роберт Кратки и Энди Нолл.
| Номер | Исполнитель         | Песня                     |
| ----- | ------------------- | ------------------------- |
| 1     | James Cottriall     | «Stand Up»                |
| 2     | Krautschädl         | «Einsturzgefohr»          |
| 3     | Valerie             | «Comme ça»                |
| 4     | 3punkt5             | «Augenblick»              |
| 5     | Conchita Wurst      | «That’s What I Am»        |
| 6     | Mary Broadcast Band | «How Can You Ask Me?»     |
| 7     | !DelaDap            | «Don’t Turn Around»       |
| 8     | Papermoon           | «Vater, father, mon père» |
| 9     | Trackshittaz        | «Woki mit deim Popo»      |
| 10    | Norbert Schneider   | «Medicate My Blues Away»  |

| Номер | Исполнитель    | Песня                | Голосование | Место |
| ----- | -------------- | -------------------- | ----------- | ----- |
| 1     | Conchita Wurst | «That’s What I Am»   | 49 %        | 2     |
| 2     | Trackshittaz   | «Woki mit deim Popo» | 51 %        | 1     |

Trackshittaz с песней Woki Mit Deim Popo выступили в первом полуфинале Евровидения, однако в финал не прошли.

## Список композиций
1. Woki Mit Deim Popo 02:57

## Авторы песни
Вокал — Trackshittaz

Продюсер — Сэм Фадат

Слова — Лукас Плёхль, Мануэль Хоффельнер

Лейбл — Sony Music Entertainment

## Позиции в чартах
| Чарты (2012)                | Позиция |
| --------------------------- | ------- |
| Австрия (Ö3 Austria Top 40) | 2       |

## История выхода
| Страна  | Дата           | Формат               | Лейбл                    |
| ------- | -------------- | -------------------- | ------------------------ |
| Австрия | 5 декабря 2011 | Цифровая дистрибуция | Sony Music Entertainment |